# General Ángel V. Peñaloza megye
General Ángel V. Peñaloza egy megye Argentína északnyugati részén, La Rioja tartományban. Székhelye Tama.

## Népesség
A megye népessége a közelmúltban a következőképpen változott:
| Év   | Lakosság |
| ---- | -------- |
| 2001 | 3123     |
| 2010 | 3073     |